# Szűcs Mihály (hegedűművész)
Szűcs Mihály (Debrecen, 1922. október 22. – Budapest, 1990. június 20.)  Kossuth-díjas magyar hegedűművész, egyetemi tanár.

## Életpályája
Az 1946-ban alapított Tátrai-vonósnégyesnek 1954 és 1968 között volt a második hegedűse. 1958-ban az együttessel a  Kossuth-díj II. fokozatát kapta. Idősebb korában a Zeneakadémián tanított. Tanítványai voltak többek között: Szecsődi Ferenc (hegedűművész, egyetemi -és főiskolai oktató) és Nagy Béla (koncertmester, a Magyar Állami Operaház zenekari művésze).
1990. június 20-án hunyt el.

## Díjai, elismerései
A Tátrai-vonósnégyes második hegedűseként 1958-ban kapta meg a Kossuth-díj II. fokozatát. A díjat társaival, Banda Edével, Iványi Józseffel és az alapító Tátrai Vilmossal együtt vehette át.